# Arthur Zajonc
Arthur Guy Zajonc (prononcer ˈzeɪ.ənts ZAY) (né le 11 octobre 1949, à Boston, Massachusetts) est un professeur de physique au Amherst College, Massachusetts. Il est également un anthroposophe engagé qui fut secrétaire général de la Anthroposophical Society in America. Il a participé à des dialogues avec le Dalai Lama au sujet de la science, la spiritualité et la cosmologie. Depuis janvier 2012, il est le président du Mind and Life Institute.

## Biographie
A. Zajonc se vit décerner un B.S. en physique de l'ingénieur par l'université du Michigan en 1971. Il obtint en physique son M.S. en 1973 et son doctorat en 1976, toujours à l'université du Michigan. De 1976 à 1978 il fut chercheur au "Joint Institute" pour le laboratoire d'Astrophysique de l'université du Colorado et au "National Bureau of Standards" à Boulder dans le Colorado. 
A. Zajonc fut assistant de physique à Amherst College en 1978, et il y fut promu professeur-associé en 1984 puis professeur à part entière en 1991. En 2006 il devint professeur à la Andrew W. Mellon Foundation à Amherst. Il démissionna de cette charge en 2011, et il est maintenant professeur émérite de cette fondation à Amherst College.
En 1981-82 il fut professeur-associé invité à l'École normale supérieure dans le Laboratoire de Spectroscopie Hertzienne à Paris. En 1984 il fut physicien-chercheur invité en optique quantique au Max Planck Institute, Garching , en Allemagne, aux côtés de  H. Walther. En 1986, il fut scientifique-invité à l'Institut d'optique quantique de l'université Gottfried Wilhelm Leibniz de Hanovre en Allemagne. En 1991, il fut scientifique-invité au département de physique de l'université de Rochester aux côtés de L. Mandel. En 1993 il fut professeur dans le cadre du "Fulbright Program" à l'Université d'Innsbruck, Autriche, où il enseigna et mena des recherches sur les fondements expérimentaux de la physique quantique.
A. Zajonc fut directeur du département de physique au Amherst College pendant trois périodes distinctes : 1987-1989, 1998–2000, et de 2005 à aujourd'hui. Il fut aussi pendant un an "savant en résidence" au Fetzer Institute. Il fut directeur du Senior Program de cet institut de 1995 à 1997. Il fut aussi, de 2004 à 2009 directeur du programme académique du "Center for Contemplative Mind in Society", et y occupa la fonction de "Directeur exécutif" de 2009 à 2012. Dans ce rôle, il orienta le travail d'organisation sur le développement et la mise en œuvre des pratiques contemplatives dans l'éducation au lycée.
A. Zajonc eut de nombreux entretiens avec le 14e dalaï-lama en 1997. Ils furent édités et publiés en 2004 sous sa coordination scientifique sous le titre "Dalai Lama: The New Physics and Cosmology". Il intervint en tant que modérateur pour le dialogue avec le dalaï-lama au MIT en 2003.

## Autres activités
- Cofondateur du Kira Institute.
- Ancien président de Lindisfarne Association.
- Cofondateur du Fetzer Institute.

## Publications
- Saisir la lumière: Histoire entrelacée de la lumière et de l'esprit humain - ed. Triades (2017)
- The Quantum Challenge (2nd ed. 2005)
- Goethe's Way of Science (1998)
- Dalai Lama: The New Physics and Cosmology (2004)
- La méditation, une recherche contemplative : quand la connaissance devient amour ed.Triades (2008)